# 市川太一・鈴木崚汰 MIX UP!!
『市川太一・鈴木崚汰 MIXUP!!』（いちかわたいち すずきりょうた ミックスアップ）は、2020年7月31日から2023年7月14日までYouTubeとニコニコ動画にて配信されていたインターネット番組。パーソナリティは声優の市川太一と鈴木崚汰。

## 概要
2020年7月31日よりセカンドショットにより配信開始された、市川太一と鈴木崚汰がパーソナリティを務める映像付きラジオ番組。
基本的には月1回、YouTubeの「セカンドショットちゃんねる」にて本編が、ニコニコ動画の「せかんどちょっとちゃんねる」にてニコニコチャンネル有料会員向けにアフタートークがそれぞれ配信された。また、2022年6月9日から11月3日まではニコニコ生放送にて生配信を行っていた。

## 主なコーナー
MIXUP ヒストリー
2人が生誕した後の歴史を掘り下げる。
迷ったときの市川太一
メールで募集したライトな相談・案件に市川が答える。
ブロリコのなんでもクッキング
加熱調理が得意であるブロリコが食材に限らずありとあらゆるものを調理する。
メールを読むコーナー
リスナーから届いたメールを読む。
俺たちのGROW UP
2人が様々な企画にチャレンジすることによって相互成長を図っていく。

## イベント
『市川太一・鈴木崚汰 MIXUP!!』 & 『佐藤元・徳留慎乃佑 げんしんブラザーズ』 コラボイベント2021夏
2021年7月4日に科学技術館サイエンスホールにて開催。『げんしんブラザーズ』より佐藤元と徳留慎乃佑がそれぞれ出演。